# Albert Baertsoen

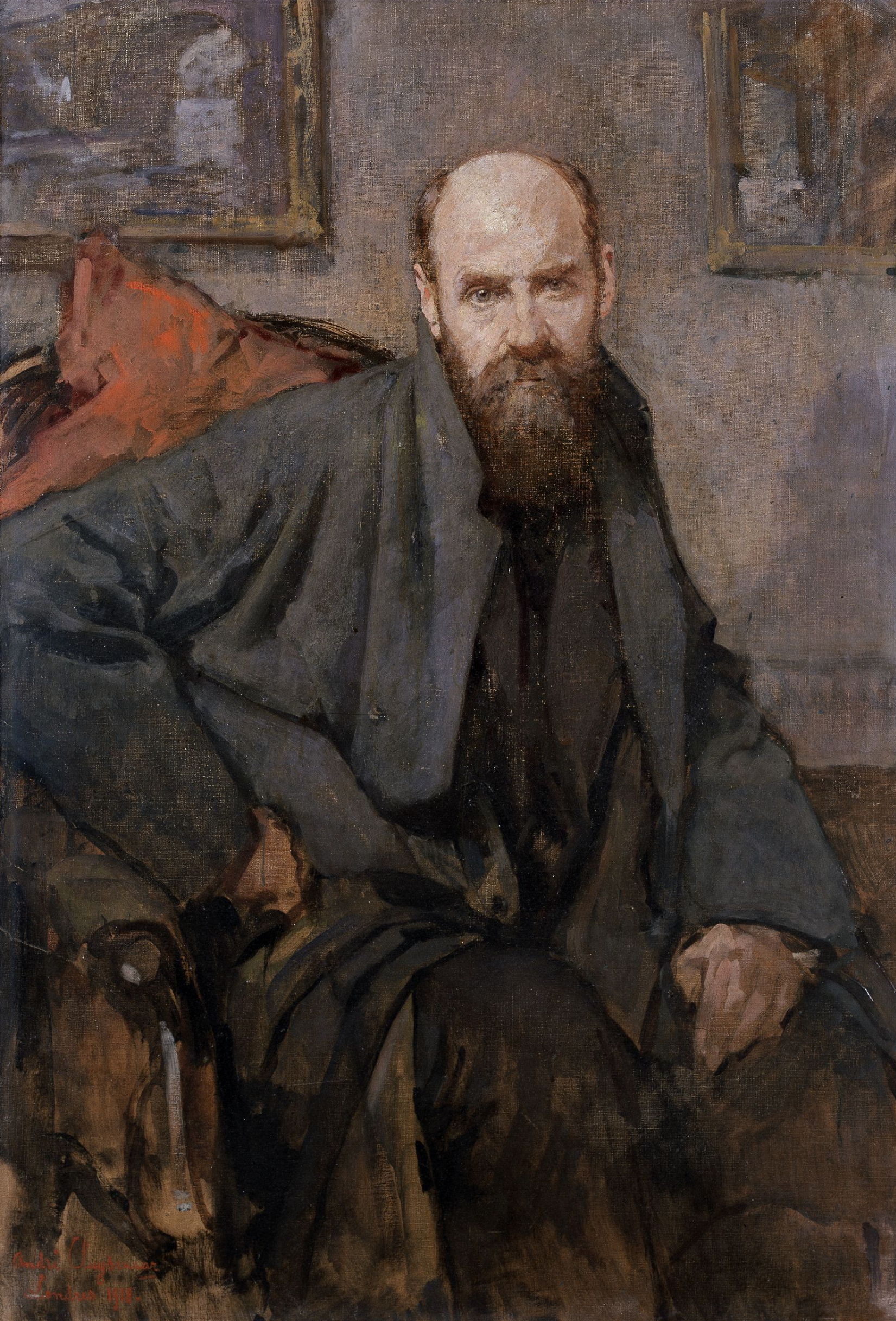
Albert Baertsoen, Porträt von André Cluysenaar

Albert Baertsoen (* 9. Januar 1866 in Gent, Belgien; † 9. Juni 1922 ebenda) war ein belgischer Impressionist.

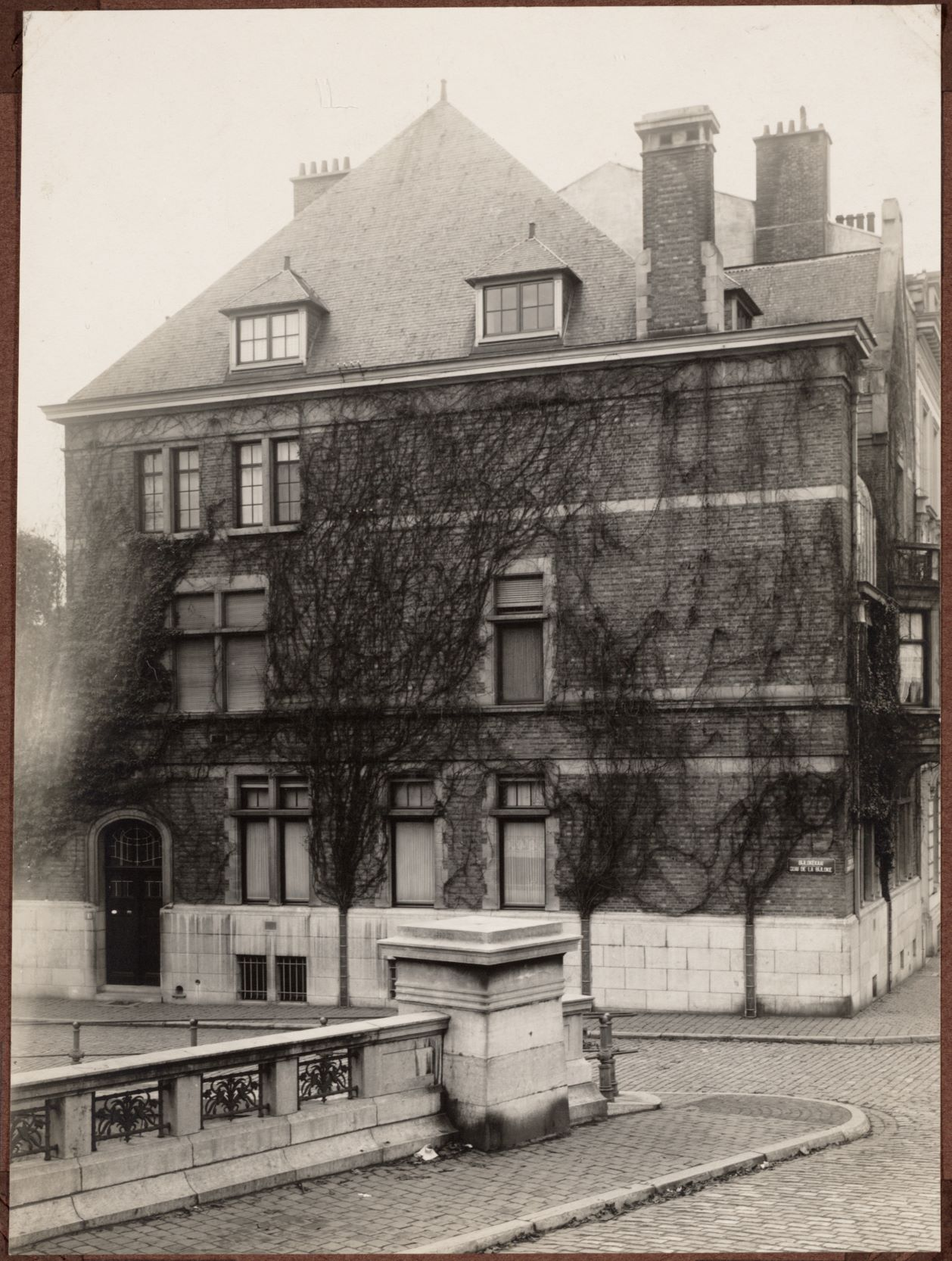
Haus von A. Baertsoen in Gent, zum Coupure

## Werdegang
Albert Baertsoen, Sohn eines wohlhabenden Mühlenbesitzers, wurde während der Regierungszeit von König Leopold II. in Flandern geboren. Über seine Jugendjahre ist nichts bekannt. Nachdem er sich für eine Künstlerlaufbahn entschieden hatte, begann er die Koninklijke Academie voor Schone Kunsten van Gent in Gent zu besuchen, wo er unter den Künstlern Gustave Den Duyts und Jean Delvin studierte. Für seine Werke, die er 1887 bei Ausstellungen zeigte, erntete er Anerkennung. Eines dieser Werke war The Scheldt, ein frühes und wichtiges Werk von ihm, welches in Dendermonde ausgestellt wurde. Baertsoen studierte dann in dem Pariser Atelier des französischen Malers Alfred Philippe Roll. In der Folgezeit stellte er seine Werke in mehreren Salons in den Städten Paris, Brüssel, Gent und Antwerpen aus.
1894 taten sich Albert Baertsoen und mehrere andere Künstlerkollegen zusammen. Sie gründeten den Cercle des Beaux-Arts d'Ostende. Ihre Namen waren James Ensor, Marie Van Halme-Levy, Emile Spilliaert, Félix Buelens, Marthe Vlaminck-Dufour, Achille Vlaminck, Auguste Musin, Franz Charlet, Charles-Louis Bellis und Henri Permeke. Die Gesellschaft bestand nur zwei Jahre lang, bevor diese 1896 vom Ostende Centre de Art absorbiert wurde. 1911 wurde er korrespondierendes und 1919 ordentliches Mitglied der Königlichen Akademie der Wissenschaften und Schönen Künste von Belgien.
Von 1914 bis 1919 verblieb er in London (Vereinigtes Königreich) und wartete den Ausgang des Ersten Weltkrieges ab. Schließlich kehrte er 1919 nach Gent zurück, wo er Mitglied der Koninklijke Academie voor Schone Kunsten van Gent wurde. Im selben Jahr wurde er in die Academie Royale des Beaux-Arts gewählt. In der Galerie Georges Petit in Paris fand 1920 eine Ausstellung seiner Werke statt. Im Folgejahr, 1921, hielt die Galerie Georges Giroux eine Retrospektive von Werken aus seiner gesamten Schaffenszeit ab. Er verstarb am 9. Juni 1922 in Gent, im Alter von 56 Jahren.
Baertsoen war als Maler tätig, fertigte aber auch Radierungen und Zeichnungen an. Als Motive wählte er Felsen, Gebäude in der Stadt, Flussdocks, kleine Boote, ruhige Straßen und Kanäle bei Dämmerung oder Sonnenuntergang. Viele seiner Gemälde erstellte er, während er in seiner Heimatstadt Gent lebte. In diesem Zusammenhang wird heute The Thaw, welches eine äußerst realistische Darstellung eines Wintertages ist und die Ufer der Leie darstellt, als sein Meisterwerk angesehen. Wie bei seinen anderen Gemälden verwendet er einen dezenten Lichtschein bei der Darstellung der Nachgiebigkeit des Schnees oder milderte die harten Linien der Gebäude. Dabei verleihen die gedämpften Farben seinen Werken kontemplative Tiefen. Ghent in the Evening und Barges in the Snow sind zwei weitere allgemein anerkannte Gemälde von ihm.

## Werke (Auswahl)
- A Belgian town in winter, 1912

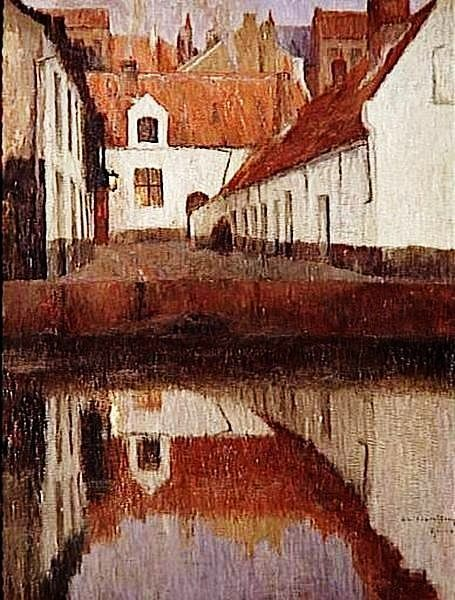
A Small Courtyard in Flanders

- Avond in het beluik te Gent - Soir à l'asile à Gand, 1896
- Bankside - Effet de pluie, Londres, 1916
- Brouillard, 1896
- Canal houses, Holland, 1898–1899
- Cannon Street Station Bridge, London, 1917–1918
- Het begijnhof te Kortrijk, 1896
- Huizen langs het kanaal, Holland, 1898–1899
- L'Église des dunes de mariakerke, 1891
- La Grand' Rue, le matin, Nieuport, 1896
- Le Cannon Street Bridge, 1918
- Les eaux grises, 1927
- Maisons au bord du canal, Hollande, 1898–1899
- Nabij de noordzee, 1914
- Nijverheidsstreek, Tilleur-Liège, 1905–1907
- Quartier populaire à Gand (preliminary study), 1897
- Seuil d'église, Nieuport, 1894
- Soir à l'asile à Gand, 1896
- Soir sur l'Escaut, 1897
- Solitude, 1897
- Vue du London Bridge, 1917–1919
- Vue sur Hungerford Bridge à Londres, 1918
- Zicht op de Cannon Street Bridge, 1918
- A Small Courtyard in Flanders
- Au bord du canal à Gand
- Barges in the Snow
- Coin de ville animé sous la neige
- Dégel à gand
- De dooi
- Ghent in the Evening
- La ferme aux tuiles rouges
- Le degel a gand
- Le moulin
- Maison sur le canal à Gand
- Moulin en Flandres
- Port de la mer du Nord
- Staketsel en vuurtoren
- The Scheldt
- The Thaw
- Vue de l'écluse
- Vue de port
- Vue des environs de Bruges
- Vue de port sous un ciel gris
- Vue du château de Laerne